# Literatura siria

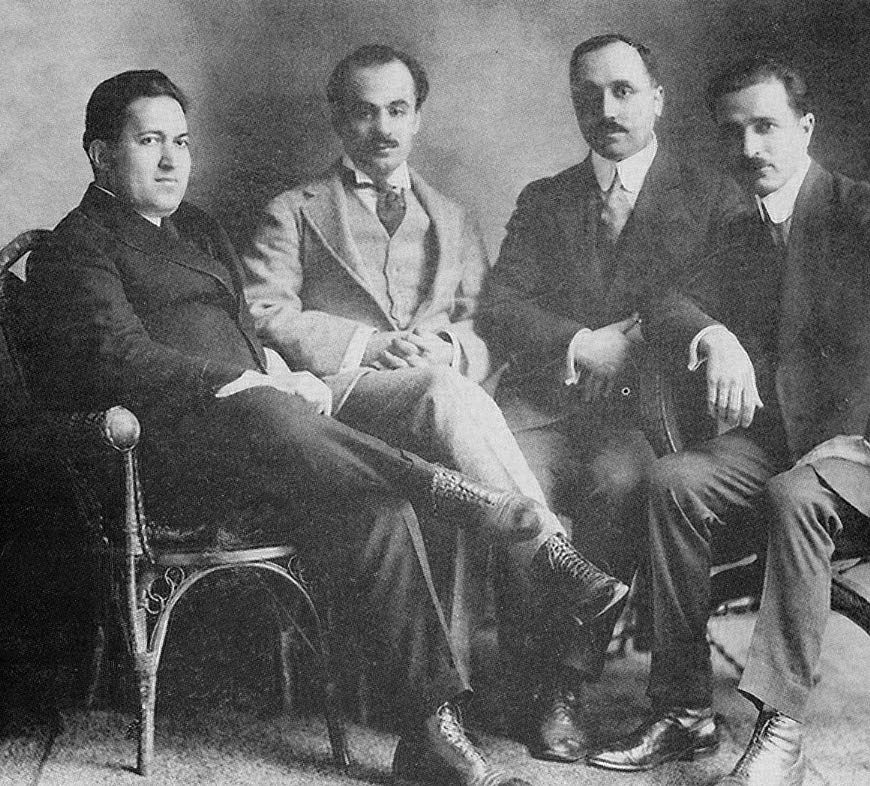
Algunos miembros de Al-Rabita al-Qalamiyya.

La literatura siria es la ficción moderna escrita o interpretada oralmente en árabe por escritores de Siria desde la independencia de la República Árabe Siria en 1946. Forma parte de la literatura árabe en un contexto histórico y geográfico más amplio. Las obras literarias de autoras y autores sirios en la región histórica de Siria desde la era omeya se consideran literatura árabe general. Desde los inicios de las compilaciones del Corán en el siglo VII y los primeros registros escritos, el árabe se ha considerado una lengua escrita estandarizada y de alcance geográfico extenso debido a las obras religiosas y literarias en árabe clásico. Esto a menudo difiere notablemente de las variantes regionales habladas, como las formas siria, egipcia o marroquí del árabe.
En árabe, bilad ash-sham se refiere a la región del Mediterráneo oriental conocida en Europa como el Levante. Las distintas áreas de esta región comparten similitudes históricas, geográficas y culturales; durante el Imperio otomano solo existían divisiones administrativas. Especialmente entre ciudades importantes como Beirut, Trípoli, Alepo y Damasco, ha habido un intercambio cultural activo tanto en el pasado como en el presente.
Los estados modernos de Siria, Líbano, Jordania, Israel y las áreas autónomas palestinas surgieron a mediados del siglo xx. Por ello, la literatura siria se ha identificado en la investigación literaria como la literatura nacional de la República Árabe Siria, así como las obras creadas en árabe por escritores sirios en la diáspora. Esta literatura ha sido influenciada por la historia política del país, la literatura de otros países de habla árabe y, especialmente en sus inicios, por la literatura francesa.
Temáticamente, la literatura siria moderna se ha inspirado a menudo en las condiciones sociales y políticas de las distintas etapas de la historia reciente del país. Otros temas prominentes incluyen la vida cotidiana en ciudades importantes como Damasco y Alepo, así como en pueblos y aldeas, reflejando la experiencia personal de las autoras y autores. Para las escritoras, las condiciones de vida específicas y frecuentemente difíciles para las mujeres han sido un tema central. Además de estos entornos sociales específicos, también se han expresado experiencias humanas universales como el amor, la sexualidad, la soledad y temas existencialistas.
Más allá de los géneros literarios principales como la poesía árabe, la prosa y las obras teatrales, la literatura siria contemporánea incluye literatura para niños y jóvenes, así como literatura oral y subgéneros como la ciencia ficción, incluyendo la ficción utópica y distópica.

## Definiciones de la literatura nacional siria
Desde 2001, estudiosas y estudiosos de la literatura han comenzado a definir una literatura siria específica, abordando géneros como la novela, la poesía y el teatro sirios, mientras que otros estudios han intentado delimitar un carácter más general de la literatura siria. La Enciclopedia Árabe, publicada después de 1998 en Damasco, presentó tanto la historia como la era moderna de la escritura literaria en Siria. Esta enciclopedia siria, junto con académicos occidentales, ha señalado los inicios de una literatura siria a finales del siglo XIX, consolidándose como una literatura nacional concreta a mediados del siglo XX.

En su ensayo «En busca de los lectores», el académico literario sirio Abdo Abboud explicó las diferentes perspectivas y justificaciones para la categoría general de «literatura árabe» en contraste con las literaturas nacionales en árabe de países individuales, como la literatura egipcia, libanesa o marroquí. Como definición para estas categorías nacionales, escribió: «Cada uno de los 22 estados árabes tiene su propio mundo literario, y cada uno de estos mundos literarios refleja la realidad de la región de la que depende hasta cierto punto». Abboud argumentó que, por un lado, la literatura siria se caracteriza por referencias nacionales, pero, por otro, la literatura siria moderna también puede poseer un carácter independiente de su lugar de origen, como se observa en las obras de escritoras y escritores sirios como Haidar Haidar, Ghada al-Samman o Adonis.
Además, hasta la fundación del estado moderno de Siria en 1946, las obras de escritoras y escritores sirios se desarrollaron en contextos culturales similares a los de la literatura en la región geográfica del actual Líbano. Esto es particularmente evidente en las obras del Renacimiento Árabe (Nahda), iniciado a finales del siglo XIX. Por lo tanto, la literatura siria también forma parte de una literatura árabe más amplia, debido a las similitudes lingüísticas y culturales de las obras literarias.
La dimensión global de la literatura árabe también se observa en las áreas de publicación y lectores. Muchas autoras y autores sirios publican sus obras fuera de su país de origen, especialmente en Líbano y Egipto, con editoriales de los países del Golfo ganando importancia después de 2011. Otro factor clave para la amplitud de la literatura árabe radica en el uso del idioma árabe escrito.
La académica literaria estadounidense de ascendencia siria Mohja Kahf inició su ensayo de 2001 «Los silencios de la literatura siria contemporánea» con la provocadora tesis de que no existe una literatura siria, atribuyendo esta afirmación principalmente a la ambigua definición del país en términos geográficos e históricos. Sin embargo, describió las obras de numerosas autoras y autores sirios como literatura siria, centrándose en las condiciones de creación literaria bajo la dictadura del régimen político.
Kahf destacó especialmente la ausencia de ciertos temas políticos debido a la dependencia de los escritores respecto a la benevolencia del gobierno, la censura y las prohibiciones de publicación. Entre estos temas silenciados mencionó la masacre de Hama de 1982 y otras formas de represión, que consideró ausentes en la literatura siria moderna. Ante las violaciones de los derechos humanos y políticos en el país, enfatizó el «silencio» en torno a estas cuestiones como un rasgo predominante.

La literatura siria contemporánea se crea en el crisol de un autoritarismo tenaz. El silencio manifiesto, la evasión, el lenguaje figurado indirecto, los vacíos y las lagunas son rasgos llamativos de la escritura siria, hábitos de pensamiento y técnicas de escritura cautelosas que se han desarrollado durante una época dominada, [...], por gobiernos autoritarios con políticas de censura de mano dura y estrictas medidas punitivas.
Mohja Kahf, literata estadounidense de ascendencia siria

Tras el estallido de la guerra en Siria en 2011, Mohja Kahf afirmó que, en parte gracias a las redes sociales y a Internet, ese silencio había cambiado, señalando que «una nueva identidad siria y una tradición literaria están tomando forma en torno a los eventos de los últimos años». Al referirse a las obras influenciadas por la represión gubernamental prolongada y la guerra desde 2011, otras investigadoras e investigadores han explorado subgéneros como la literatura carcelaria siria y la literatura de guerra siria.
En 2022, los estudiosos de la literatura árabe Daniel Behar y Alexa Firat destacaron que la historia literaria de Siria no debería limitarse a ser una mera reflexión de los acontecimientos políticos, sino más bien entenderse como «un pasado literario extenso que alimenta la producción literaria actual». Al considerar que la literatura siria está formada por «una rica tradición de estilos, géneros, tropos y sensibilidades», los autores sostienen que «la literatura siria debería examinarse con referencia y atención a dinámicas internas y modos autónomos de interacción con diversos mundos literarios e históricos, en lugar de estar determinada únicamente por la violencia del régimen».